# Tournoi de Chypre 2014
Navigation
Édition précédente Édition suivante
Le Tournoi de Chypre ou Cyprus Cup est la septième édition du Tournoi de Chypre, compétition internationale de football féminin qui se déroule chaque année à Chypre. Le tournoi a lieu du 5 mars au 12 mars 2014.

## Équipes
| - Angleterre - Canada - Finlande - Italie | - Australie - Écosse - France - Pays-Bas | - Corée du Sud - République d'Irlande - Nouvelle-Zélande - Suisse |

## Stades
| \| Larnaca Nicosie Paralimni \| Sites du Tournoi de Chypre 2014 |
| Larnaca Nicosie Paralimni                                       |

| Larnaca Nicosie Paralimni |

| Stades                       | Villes    | Capacité |
| ---------------------------- | --------- | -------- |
| GSP Stadium                  | Nicosie   | 22 859   |
| GSZ Stadium                  | Larnaca   | 13 032   |
| Antonis Papadopoulos Stadium | Larnaca   | 10 230   |
| Paralimni Stadium            | Paralimni | 5 800    |

## Groupes

### Groupe A
| Équipes    | Pts | J | G | N | P | Bp | Bc | Diff |
| ---------- | --- | - | - | - | - | -- | -- | ---- |
| Angleterre | 9   | 3 | 3 | 0 | 0 | 7  | 0  | +7   |
| Canada     | 6   | 3 | 2 | 0 | 1 | 6  | 3  | +3   |
| Italie     | 1   | 3 | 0 | 1 | 2 | 2  | 6  | -4   |
| Finlande   | 1   | 3 | 0 | 1 | 2 | 1  | 7  | -6   |

     Équipe qualifiée ou victorieuse; Pts = points; J = joués; G = gagnés; N = nuls; P = perdus;

Bp = buts pour; Bc = buts contre; Diff = différence de buts
| Date         | Lieu    | Équipe 1   | Résultat | Équipe 2   |
| ------------ | ------- | ---------- | -------- | ---------- |
| 5 mars 2014  | Nicosie | Canada     | 3 – 0    | Finlande   |
| 5 mars 2014  | Larnaca | Angleterre | 2 – 0    | Italie     |
| 7 mars 2014  | Larnaca | Finlande   | 0 – 3    | Angleterre |
| 7 mars 2014  | Larnaca | Canada     | 3 – 1    | Italie     |
| 10 mars 2014 | Nicosie | Angleterre | 2 – 0    | Canada     |
| 10 mars 2014 | Larnaca | Italie     | 1 – 1    | Finlande   |

### Groupe B
| Équipes   | Pts | J | G | N | P | Bp | Bc | Diff |
| --------- | --- | - | - | - | - | -- | -- | ---- |
| France    | 7   | 3 | 2 | 1 | 0 | 7  | 3  | +4   |
| Écosse    | 7   | 3 | 2 | 1 | 0 | 9  | 6  | +3   |
| Australie | 1   | 3 | 0 | 1 | 2 | 6  | 9  | -3   |
| Pays-Bas  | 1   | 3 | 0 | 1 | 2 | 5  | 9  | -4   |

     Équipe qualifiée ou victorieuse; Pts = points; J = joués; G = gagnés; N = nuls; P = perdus;

Bp = buts pour; Bc = buts contre; Diff = différence de buts
| Date         | Lieu    | Équipe 1  | Résultat | Équipe 2  |
| ------------ | ------- | --------- | -------- | --------- |
| 5 mars 2014  | Larnaca | Pays-Bas  | 2 – 2    | Australie |
| 5 mars 2014  | Larnaca | France    | 1 – 1    | Écosse    |
| 7 mars 2014  | Nicosie | Écosse    | 4 – 3    | Pays-Bas  |
| 7 mars 2014  | Nicosie | Australie | 2 – 3    | France    |
| 10 mars 2014 | Nicosie | Pays-Bas  | 0 – 3    | France    |
| 10 mars 2014 | Larnaca | Australie | 2 – 4    | Écosse    |

### Groupe C
| Équipes              | Pts | J | G | N | P | Bp | Bc | Diff |
| -------------------- | --- | - | - | - | - | -- | -- | ---- |
| Corée du Sud         | 5   | 3 | 1 | 2 | 0 | 6  | 2  | +4   |
| République d'Irlande | 5   | 3 | 1 | 2 | 0 | 4  | 3  | +1   |
| Suisse               | 4   | 3 | 1 | 1 | 1 | 4  | 4  | 0    |
| Nouvelle-Zélande     | 1   | 3 | 0 | 1 | 2 | 2  | 7  | -5   |

     Équipe qualifiée ou victorieuse; Pts = points; J = joués; G = gagnés; N = nuls; P = perdus;

Bp = buts pour; Bc = buts contre; Diff = différence de buts
| Date         | Lieu      | Équipe 1             | Résultat | Équipe 2             |
| ------------ | --------- | -------------------- | -------- | -------------------- |
| 5 mars 2014  | Paralimni | Nouvelle-Zélande     | 1 – 1    | République d'Irlande |
| 5 mars 2014  | Paralimni | Suisse               | 1 – 1    | Corée du Sud         |
| 7 mars 2014  | Paralimni | République d'Irlande | 1 – 1    | Corée du Sud         |
| 7 mars 2014  | Paralimni | Suisse               | 2 – 1    | Nouvelle-Zélande     |
| 10 mars 2014 | Paralimni | Suisse               | 1 – 2    | République d'Irlande |
| 10 mars 2014 | Paralimni | Corée du Sud         | 4 – 0    | Nouvelle-Zélande     |

## Matchs de classement

### Onzième place
| 12 mars 2014 | Finlande | 0 – 1   | Nouvelle-Zélande | Tasos Markos Stadium, Paralimni |  |
| 11:00        |          | (0 – 1) | Gregorius 42e    |                                 |  |

### Neuvième place
| 12 mars 2014 | Pays-Bas                                   | 4 – 1   | Suisse          | Stade GSZ, Larnaca        |                           |
| 11:30        | Miedema 1re · Martens 17e 50e · Heuver 90e | (2 – 1) | Crnogorčević 3e | Arbitrage : Frida Nielsen | Arbitrage : Frida Nielsen |

### Septième place
| 12 mars 2014 | Italie                     | 2 – 5   | Australie                                            | Tasos Markos Stadium, Paralimni |  |
| 14:00        | Tuttino 86e · Panico 90+1e | (0 – 3) | Kerr 17e · van Egmond 22e 38e · Gorry 56e · Raso 79e |                                 |  |

### Cinquième place
| 12 mars 2014 | Canada                     | 2 – 1   | République d'Irlande | Stade GSP, Nicosia |  |
| 14:00        | Matheson 55e · Schmidt 90e | (0 – 1) | Littlejohn 13e       |                    |  |

### Troisième place
| 12 mars 2014 | Écosse                               | 1 – 1             | Corée du Sud                              | Stade GSZ, Larnaca         |                            |
| 14:30        | Little 87e                           | (0 – 0)           | Young-Ah 64e                              | Arbitrage : Linn Andersson | Arbitrage : Linn Andersson |
| 14:30        | Corsie · J. Ross · Beattie · Sneddon | Tirs au but 1 – 3 | Ji So-Yun · Park Hee-Young · Kwon Ha-Neul | Arbitrage : Linn Andersson | Arbitrage : Linn Andersson |

### Finale
| 12 mars 2014 | Angleterre | 0 – 2   | France                | Stade GSP, Nicosia |  |
| 18:00        |            | (0 – 2) | Thiney 6e · Abily 18e |                    |  |

## Buteuses
4 buts
- Lisa Evans

3 buts
| - Michelle Heyman - Emily van Egmond | - Sophie Schmidt - Jane Ross | - Lieke Martens |

2 buts
| - Lianne Sanderson - Katrina Gorry - Samantha Kerr - Diana Matheson - Kwon Ha-Neul | - Ji So-Yun - Yoo Young-Ah - Élise Bussaglia - Patrizia Panico | - Hannah Wilkinson - Lieke Martens - Vivianne Miedema - Lara Dickenmann |

1 but
| - Eniola Aluko - Anita Asante - Gemma Bonner - Karen Carney - Toni Duggan - Hayley Raso - Kaylyn Kyle - Adriana Leon - Christine Sinclair - Park Hee-young - Jennifer Beattie | - Kim Little - Leanne Ross - Sanna Talonen - Camille Abily - Marie-Laure Delie - Louisa Nécib - Wendie Renard - Gaetane Thiney - Élodie Thomis - Ruesha Littlejohn - Áine O'Gorman | - Denise O'Sullivan - Louise Quinn - Stephanie Roche - Cristiana Girelli - Alessia Tuttino - Sarah Gregorius - Maayke Heuver - Manon Melis - Marlous Pieëte - Stefanie van der Gragt - Ana-Maria Crnogorčević |